# ボクサーズ・アンド・セインツ
『ボクサーズ・アンド・セインツ』(Boxers & Saints) は中国系アメリカ人の漫画家ジーン・ルエン・ヤンによるグラフィックノベル作品。「ボクサーズ」と「セインツ」の2冊からなる。2013年にファーストセカンド・ブックスから刊行された。2024年時点で日本語版はない。
20世紀初頭の中国で起きた義和団の乱 (英: Boxer Rebellion) が題材にされている。「ボクサーズ（→拳士たち）」の主人公リトル・バオは山東省出身の少年で、始皇帝をはじめとする英傑の霊から力を授けられて義和団を起こし、中国に進出しつつあった西洋人とキリスト教徒に戦いを仕掛ける。「セインツ（→聖人たち）」の主人公「四娘」はリトル・バオと同じ地域に生まれるが、一族の中で疎外されてカトリックに居場所を求め、ジャンヌ・ダルクの亡霊に導かれてその後を追おうとする。

## あらすじ

### ボクサーズ
1894年、中国山東省。小さな村で伝統を敬いながら暮らしていた少年リトル・バオは、村を訪れた宣教師が土地公の偶像を打ち割ったことで「洋鬼子（西洋人）」への怒りを植え付けられる。バオは三国志や西遊記の英傑の霊を自身に宿す術を習得し、キリスト教の威を借る匪賊や官軍と戦う。バオの一党は膨れ上がり「義和団」と名乗るようになる。
ある戦闘で捕らえた「二鬼子（中国人キリスト教徒）」の中にビビアナという中国人少女がいた。バオは自分に憑いた始皇帝の霊に急き立てられ、棄教を拒むビビアナを殺す。
1900年。首都北京に集結した義和団は清朝皇族の後ろ盾を得て市内の西洋人を殺戮し始める。公使館区域に立てこもった西洋人との包囲戦は膠着する。バオは始皇帝に示唆され、恋人メイウェンの反対を押し切って、攻撃の妨げとなる翰林院を焼き払う。メイウェンは翰林院の貴重な書庫を救おうとして命を落とす。作戦はすでに機を失っており、到着した列強の援軍によって義和団は撃破される。銃弾を受けて倒れたバオは飛び去っていく神霊たちを見送る。

### セインツ
母親から四番目に生まれ、忌み子として「四娘」としか呼ばれずに育った少女は、居場所を求めて中国人のカトリック集団に近づいていく。それと時期を同じくしてジャンヌと名乗る西洋人少女の幻影を見るようになる。四娘はジャンヌに導かれて洗礼を受け、ビビアナという本物の名前を初めて手に入れる。ビビアナは故郷を捨てて教会の雑役係として働きながら、ジャンヌのように神の名のもとで同胞のために闘うことを夢想する。
その日、15歳になったビビアナの住む小さな城邑を義和団が攻め落とす。ビビアナはバオの前に跪かされて棄教を迫られる。そのときビビアナの前に現れたのは、戦乙女ではなく火刑に処されるジャンヌの姿だった。ジャンヌはキリストに見守られながら息絶える。キリストは聖痕を示しながらビビアナに語り掛ける。「どうか、私があなたを心にかけているように、他の者を心にかけなさい」。ビビアナは最後の慈善としてバオに祈りの詩句を教え、その後殉教を遂げる。

## 登場人物

### ボクサーズ
リトル・バオ（Little Bao、小宝）／リー・バオ（Lee Bao）
義和団事変の指導者となる少年。山東省で生まれ育つ。幼いころは村に巡業に訪れる劇団を好んでおり、劇で演じられる関羽、孫悟空、嫦娥が空想の友達だった。乱を起こしてからは始皇帝の霊に憑依され、その酷薄なやり方に染まっていく。
ジー・ユーン・リーはバオを「道徳的に複雑な物語の主人公」と呼び、その行動が「内戦に不可避の悲劇」を招いたと述べている。シェンメイ・マは、アメリカ生まれでエキゾチックな中国文化を愛好するヤンにとってバオが「第二の自己」だと述べている。
朱紅灯 (Red Lantern Chu)
民間の自衛団大刀会の一員で、バオや村の若者に武術を教える。近村のキリスト教民を襲撃したことで処刑される。
義和団の指導者の一人朱紅灯がモデル。
村の若者たち
バオの兄やその友人。バオが習得した術を教えられ、関羽や孫悟空などの霊を憑依させる。バオの指揮のもとで転戦するうちに一人ずつ斃れていく。
メイウェン (Mei-wen)
女性の結社紅灯照を率いて乱に加わり、バオの恋人となる。女傑穆桂英の霊を憑依させることができるが、ある時から観音に帰依するようになる。
始皇帝 (Shi Huangdi)
初めて中国を統一した秦の初代皇帝。バオが冷酷果断な指導者となるように導き、外国人を駆逐して新しい王朝を開かせようとする。
作者ヤンは、列強による中国解体への抵抗運動である義和団に力を貸すのは中国統一の象徴である始皇帝がふさわしいと考えていた。ただし焚書坑儒を行った専制君主としての側面も作中で描かれている。
端郡王 (Prince Tuan)、董将軍 (General Tung)、ドイツ公使フォン・ケッテラー (von Ketteler)
義和団事変に関わる実在人物。
- 京劇で演じられる関羽。
- 孫悟空。
- 穆桂英。作中の義和団はトランス状態でこれらの姿に変身する。

### セインツ
四娘 (Four-Girl) /ビビアナ (Vibiana)
四月四日に四番目の娘として生まれたことから四娘と呼ばれる。中国語で「四」は「死」に通じる忌み言葉であり、周囲から厄介者扱いされてきた。居場所を求めて同じく周囲から忌み嫌われているカトリックに入信し、洗礼名ビビアナを自分の名とする。自分の考えだけで無鉄砲に行動するところがある。
モデルになったのは筆者ヤンの親戚である。その女性は縁起が悪い日に生まれたため不公平な扱いを受けて育ち、ヤンの見立てによるとそれが理由でカトリックに改宗したという。
ベイ神父 (Father Bey)
祖国フランスの腐敗した教会に失望して中国に渡ってきた宣教師。土地公の偶像を破壊してバオに憎悪を植え付ける一方、四娘に感銘を与えてそのメンターとなる。
当時の中国にカトリックを広めた複数の宣教師がモデルとなっている。
ウォン先生 (Dr. Won)
村の鍼灸師。カトリック信者で温和な性格である。キリスト教に関心を持った四娘を可愛がりベイ神父に引き合わせる。密かにアヘンを常用している。
鎮痛剤としてアヘンを服用したことで当時の教会から排斥された中国百二十聖人の一人、マーク冀天祥がモデルである。
ジャンヌ・ダルク (Joan of Arc)
霊魂として何度となくビビアナの前に現れ、その目標となる。
作者ヤンは、若く、貧しく、神秘体験に導かれて外国の侵略と戦うジャンヌ・ダルクを義和団に近い存在と見ていた。ビビアナはジャンヌが体現する「聖人」と「愛国の戦士」という二面性の間で迷う。

## 制作背景

### 着想
作者ヤンが本作を書いたきっかけは、2000年にヨハネ・パウロ2世によって中国近代の殉教者が列聖されたこと（中国百二十聖人）だった。このときヤンは殉教者の多くが義和団の乱の最中に命を落としていたことを知った。中国政府がそれらを「中国への裏切り者」と見なして列聖に抗議したことにも注意を引かれた。サンフランシスコ・ベイエリアで育った中国系アメリカ人のヤンにとって、キリスト教は異質なものではなかった。教会はコミュニティの中心であり、信仰は儒教の教えと結びついて伝統を保存する役割さえ果たしていた。ヤン自身、成人後にキリスト教徒であることを選び直し、アイデンティティの中核に信仰を置いている。しかし中国人であることとキリスト教徒であることが相容れないという見方を突き付けられた経験があり、文化的衝突と同化は個人的なテーマとなっていた。義和団の乱を扱った本作はこのテーマを掘り下げる機会となった。

### 制作過程
ヤンは本格的に歴史を学んだことがなかったが、コミックの枠を超えて評価された前作『アメリカン・ボーン・チャイニーズ』のプレッシャーの中、敢えて新しい分野に挑戦することにした。6年の制作期間のうち1–2年は調査に専念した。特にジョゼフ・エシェリックの著書 The Origins of the Boxer Uprising には多くを拠っている。フランスのヴァンヴにあるイエズス会文書館にも足を運び、義和団による公開斬首や拷問などの写真に触れた。ヤンは時代を正確に表現するためそれらの残虐行為を作品に取り入れたが、印象が強くなり過ぎないように戯画的でシンプルな作画スタイルを心がけた。
ストーリーは正確に歴史を再現しているわけではない。義和団は民衆の中から起こった運動であるため初期の活動については史料が少なく、断片的な事実をつなぎ合わせることで「ボクサーズ」の主人公バオが生まれた。バオの一党が首都北京に向けて進軍を初めてからは、義和団が歴史の表舞台に現れて以降の史実が取り入れられている。「セインツ」の主人公四娘はキリスト教について深く理解しないまま洗礼を受けるが、この経緯も当時の社会状況を反映している。初期の中国人教徒は社会的・政治的な必要に迫られて改宗した者が多かった。その中には教会の庇護を求める貧困者や女性のみならず、治外法権を利用しようとする犯罪者もいた（それらの悪漢も作中に描かれている）。しかしカトリック信徒であるヤンは、中国にキリスト教が広まった理由はそれだけではなく、純粋な宗教体験があったはずだと信じていた。
本作を2冊構成としたのは事変のどちら側に共感するべきか決めかねたためだという。歴史上の義和団は西洋の悪鬼と闘うために西遊記や三国志の神仙が力を貸してくれると信じていた。作者ヤンは現代のギークの一人として、そこにコミックのスーパーヒーローへの憧れと似たものを見ていた。ヤンにとって、現実に希望を見出せず華やかなポップカルチャーに魅了される若者の心理は今も昔も変わらないと思われた。しかし同時に、義和団は中国人キリスト教徒を侵略者の手先と見なして凄惨に殺しており、現代であればテロリストと同一視されるだろうとも考えた（犠牲になった中国人教徒は3万人に上る）。義和団員の主人公を感情移入できるように書くとしても、テロを容認しているとは思われたくなかった。そこで、主人公を二人用意して対立する立場を代表させ、互いの物語で敵役を演じさせた。それにより、同じ出来事が人によってまったく違って見えることを表現しようとしたのだった。たとえば西洋人の神父が中国宗教の偶像を破壊するエピソードは史実に基づくものだが、ヤン自身はこの行為に反発を覚える一方で、当時の中国社会で虐げられていた者は解放感を覚えただろうと述べている。
「ボクサーズ」で描かれる戦乱は作者にとっても意気消沈させられるもので、制作を終えて「セインツ」の作画に移る前に、別のもっと明るい作品に取り組んで気分転換を図ったという（『ザ・シャドウ・ヒーロー』2014年）。
本作は2013年にファーストセカンド・ブックスから2編同時に発売された。着彩は『アメリカン・ボーン・チャイニーズ』と同じくヤンの友人ラーク・ピエンが行った。

## 作風とテーマ

### 構成
二編はストーリー的、テーマ的に交錯しているが、それぞれ別の世界観に基づいて描かれている。「ボクサーズ」は主人公が軍勢を率いて中国を踏破する冒険物語であり、勇壮で悲劇的な軍記物として読むことができる。一方「セインツ」で描かれるのは自己探索と信仰の試練を巡る内的な闘いである。そのため形式はアメリカの自伝コミックに近く、色使いは抑制され、コマの枠線はフリーハンドで引かれている。分量的にも短い。キャプションのレタリングはヤンの妻の手跡を元にしており、手書きの日記のような印象を作り出している。
「ボクサーズ」の表紙にはバオの顔の右半分と始皇帝の霊が、「セインツ」の表紙にはビビアナの顔の左半分とジャンヌ・ダルクの霊が対称的に描かれており、中国の分断が表現されている。しかし2冊を並べると半分ずつの顔が合わさって一つになり、またタイトルのアンパサンドが2人の主人公を結ぶ伝統的な襟止め（盤扣）となる。シェンメイ・マはこの装丁を「独創的」と称賛している。
ウェスリー・ヤンはニューヨーク・タイムズ紙に、本作は対立する観点を別々の巻で提示する「弁証法的」な構成によって一面的な神話になることを免れていると書いた。ジェイムズ・バッキー・カーターは本作が東洋と西洋の価値観を統合して普遍的な憐み (compassion) を抽出することで対立を解消していると書いている。その一方でウェスリー・ヤンはこのようにも書いている。「対立する視点の描き方は表向き公平だが、義和団事変が排外主義者による大規模な虐殺であり、自分たちが守るはずの自国文化を毀損したとヤンが考えているのは明らかだ」

### テーマ
ヤンは自身のグラフィックノベル作品がいずれも「力」と「帰属する場所」を求める若者の物語であり、作家マーシャ・カリーによるヤングアダルト小説の公式「力 + 帰属 = アイデンティティ」にちょうど当てはまると述べている。本作のバオとビビアナも、それぞれ立場こそ違え帰属と承認を求める主人公である。ヤンによると、本作のテーマの一つである信仰は、自己を保つ力と帰属感を与えてくれるものである。
ヤンは作品を通じて自身のキリスト教信仰を勧めるつもりはなく、人生の意味や生きる目的といった問いに信仰が答を与えてくれるわけでもないと語っている。ヤンにとって霊性は、迷いながら生きるとともに周囲の人への小さな親切を積み重ねていくようなものだった。その指針となった宗教家としてヘンリ・ナウエン、リジューのテレーズ、トマス・マートンの名が挙げられている。本作の編集者マーク・シーゲルは、典型的な若年向けキリスト教小説のように教訓が示されるのではなく、登場人物の矛盾と混乱がそのまま表現されていることが本作に力強さを与えているとした。

### 作画
本作の画風はリーニュ・クレールに分類されることがある。リーニュ・クレールは「明暗、色のグラデーション、ハッチング」を排して「明瞭な輪郭線、均一な塗り、正確な形状」を重視するスタイルである。批評家や実作者の間では、そのような整然としたスタイルは戦争のようなトラウマ的な経験を表現するのに不向きだという見方が多い。実際、グウェン・アシーニー・タルボックスの分析によると、戦争や政治的抑圧を描く米国や仏語圏のコミック作品では、乱雑でギザついた描線・強い陰影といった要素によって騒乱の中に置かれた感覚を表現するスタイルが主流である。しかしタルボックスやハリエット・アールによると、本作は殺人や暴力に対する感情的反応を誘うのではなく、深い読解を促すようなスタイルで描かれている。特に主人公が暴力を見聞したり自身で行使する場面では、無駄なく構成された画面によって繊細な心理描写が行われている。
ワシントン・ポスト紙は本作の作画を「力強く明快」と呼び、作中人物が持つ白黒明瞭な単純な世界観がそこに表現されていると評した。さらに、理想を追う中で道を踏み外していく主人公たちの悲劇性がこの絵柄によっていっそう強調されると述べた。『ペースト』誌はカートゥーン風に描かれた表情や動作のおかしさが凄惨なストーリーを和らげていると書いた。また各巻の雰囲気にマッチしたカラーリングにも賛辞を寄せている。「ボクサーズ」の配色はパステル調、「セインツ」はモノクロ風のセピア調でいずれも淡めであるが、夢や神霊、幻影の場面ではビビッドな色調がアクセントをつけている。Tor.comのレビューはヤンの持ち味である「鮮やかで深い色彩、力強い描線、生き生きとした陰影」が、チャイニーズオペラの役者のような神霊のアクションに迫力を与えていると評した。
西洋人はコミカルな描き方をされているが、強くカリカチュアライズされているわけではない。ただし吹き出しの中のセリフは解読不能の奇妙な文字で書かれ、英語のキャプションで意味が補足されている。この外国語の表現法は伝統的なアメリカンコミックにならったもので、中国人の観点から西洋人の他者性を強調する意図がある。
幼いころからカトリックの聖画に親しんできたヤンは、コミックというメディアで物語を書く強みの一つとして図像学を意識していた。本作では「手のひらの目」の図像が慈愛の象徴として大きな役割を持たされている。一般的には観音の慈悲・救済と結び付けられる図像だが、ヤンはキリストの自己犠牲を象徴する手の傷を連想し、敵対する文化の間に共通する人間性があることを示すために用いた。
- 中国安徽省の尼僧院にある観音菩薩像。
- 米国のカトリック教会に飾られているキリストの磔刑を描いたステンドグラス。
- ヤンはユダヤやイスラム文化に見られるミリアムの手（ファーティマの手）にも言及している[33]。

## 社会的評価

### 批評
ヤンはアメリカ社会に溶け込もうとする中国系少年を描いた前作『アメリカン・ボーン・チャイニーズ（ABC）』（2006年）によってグラフィックノベル（漫画）作品として初めて全米図書賞児童文学部門へのノミネートを受けた。集団アイデンティティや神話・象徴性のテーマを引き継いだ本作もまた高く評価され、2013年に再び同賞にノミネートされた。ワシントン・ポスト紙は本作が前作より一段と野心的なテーマを扱っていると評価した。ジェイムズ・バッキー・カーターは「ヤンの最高傑作として、そしてもっとも論じられる作品として、『ABC』に並ぶか取って代わることは確実だ」と述べた。児童文学作家ゲイリー・シュミットは次のように書いている。
ジーン・ルエン・ヤンはまたもや … 自己のアイデンティティと、集団間の相互理解という何より難しい問題に私たちを巧みに引き込んだ。… この作品の卓越性は、… テンポのいいアクションやユーモアと、リアルなキャラクターや心臓が縮み上がるような描写を組み合わせて、世界が絶望に覆われていることと私たちが慈愛を切望していることを痛感させるところにある。
中国近代史とキリスト信仰というニッチな題材をポップなコミックとして作品化したことは複数の評者によって賞賛されている。作家・出版者デイヴ・エガーズは「たまたまグラフィックノベルの形式を取った歴史物語の傑作であり、中国史上の複雑な時期を分かりやすく伝える概説」と呼んだ。ダン・ソロモンはオースチン・クロニクル紙への寄稿で、本書が義和団の乱を扱った大著としては意外なほど「パーソナルでキャラクタードリブンな作品」だと書いた。A.V. Clubは2013年のグラフィックノベル／アート系コミック作品の第3位に本書を挙げ、現代の読者にも共感できる「思春期の普遍的な感情」をよく捉えていると評した。アジア系アメリカ人コミュニティの雑誌『ハイフン』は本作が近代中国と西洋の交流史の初期を描く名作の系譜に並んだと書いている。

### 受賞
- 2013年全米図書賞児童文学部門ノミネート[59]
- 2013年『ブックリスト（英語版）』児童向け宗教・スピリチュアリティ関連書トップ10[60]
- 2013年『スクール・ライブラリー・ジャーナル（英語版）』ベスト・ブック・オブ・ザ・イヤー[61]
- 2013年ロサンゼルス・タイムズ・ブック・プライズ（英語版）（ヤングアダルト文学）[62]

### 教育への利用
高校教員でもある作者ヤンは本作を学校教材として用いることを勧めている。ヤンによるとアメリカの中等教育で義和団の乱が大きく扱われることはないが、「百年国恥」と呼ばれるこの時期の歴史は現代でもなお中国の文化や外交に影を落としており、教育上重要だという。ヤンは自身のサイトで米国の学習基準である各州共通基礎スタンダードに基づいたティーチャーズガイド（ブライアン・ケリー著）を公開している。対象は高校から大学の英文学教育である。コミック文化の振興を掲げるコミック弁護基金も本作が「紛争を複数の観点から解釈・分析することの重要性を示しており、理解と寛容を教え学ぶために有用だと期待される」としてティーチャーズガイドを作成している。国際リテラシー学会のエイミー・ロジャーズもまた、7–12年生向けの英語／言語科目（マジックリアリズム）、歴史／社会、地理、芸術、音楽の科目で本作を利用することを推奨している。